# Johann Adolph von Dieskau
Johann Adolph von Dieskau, zeitgenössisch meist von Dießkau, († 5. September 1742) war ein königlich-großbritannischer und kurfürstlich-hannoverscher Geheimer Kriegsrat und Rittergutsbesitzer. Er besaß das Gut Trebsen.

## Leben
Er stammte aus der sächsischen Adelsfamilie von Dieskau und war der Sohn von Hans von Dieskau auf Trebsen/Mulde.
Seit dem 25. Januar 1733 war er mit Christiane Magdalene Dorothea geborene von Ponickau (1714–1785) verheiratet. Aus dieser Ehe gingen nur die beiden ihn überlebenden Töchter Christiane Charlotte Sophie und Henrietta Erdmutha von Dieskau hervor, so dass sein Gut Trebsen an die Mitbelehnten aus der Familie von Dieskau fiel. Die 1737 geborene jüngste Tochter Henriette Erdmutha heiratete 1767 in Droyßig Hans Gotthelf von Globig (1719–1779).